# Toshiki Onozawa
Toshiki Onozawa (斧澤 隼輝 Onozawa Toshiki?, Nagasaki, 2 de junio de 1998) es un futbolista japonés que juega como centrocampista en el Asuka F. C. de la Japan Football League.

## Trayectoria

### Clubes
| Club                | País  | Año       |
| ------------------- | ----- | --------- |
| Cerezo Osaka sub-23 | Japón | 2016      |
| Cerezo Osaka        | Japón | 2017-2019 |
| Giravanz Kitakyushu | Japón | 2020-2021 |
| Tiamo Hirakata      | Japón | 2022-2024 |
| Asuka F. C.         | Japón | 2025-     |